# Dirk Adams

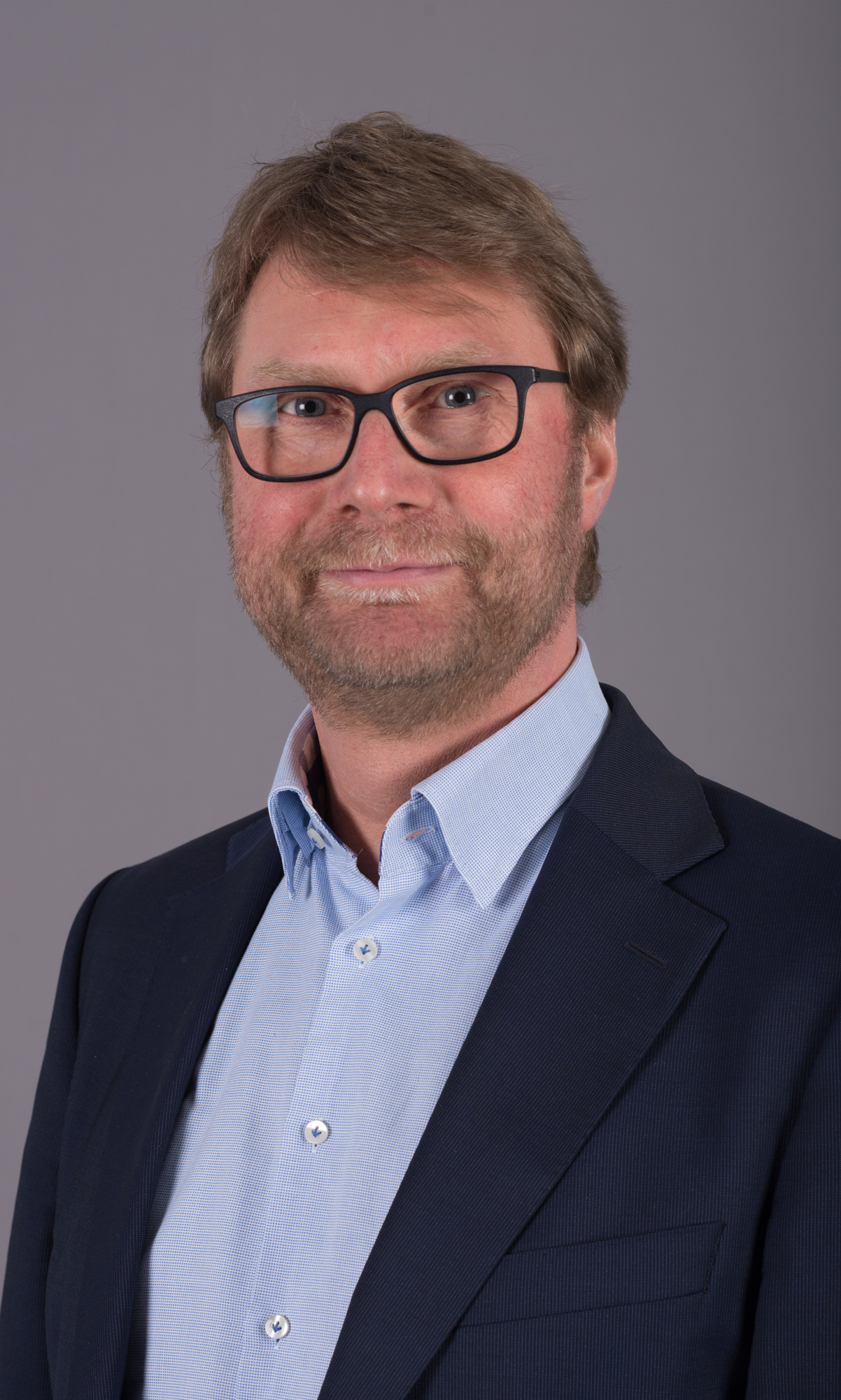
Dirk Adams (2016)

Dirk Adams (* 25. Mai 1968 in Groß Schönebeck) ist ein deutscher Politiker (Bündnis 90/Die Grünen). Er war von 2009 bis 2020 Mitglied des Thüringer Landtags und dort von 2014 bis 2020 Fraktionsvorsitzender seiner Partei. Von März 2020 bis Januar 2023 war Dirk Adams im Kabinett Ramelow II Minister des Thüringer Ministeriums für Migration, Justiz und Verbraucherschutz.

## Leben
Adams schloss 1984 die Polytechnische Oberschule in Eberswalde ab und absolvierte dann von 1984 bis 1985 zunächst eine Lehre zum Ofensetzer, danach bis 1987 eine Lehre zum Gas-Wasser-Installateur, die er als Facharbeiter abschloss. Von 1988 bis 1992 studierte er Versorgungstechnik an der Ingenieurschule für Bauwesen Erfurt (ab 1991 Fachhochschule Erfurt) mit dem Abschluss Diplomingenieur (FH). 1989 war er an der Bildung des ersten freien Studentenrates an der Hochschule beteiligt. Im März 1990 beteiligte er sich an einem Hungerstreik der Erfurter Bürgerwache, die Einsicht in Unterlagen des MfS und die Überprüfung von Volkskammer-Abgeordneten forderte. Nach seinem Studienabschluss war Adams bis 1996 in einem Ingenieurbüro tätig, unterbrochen von der Ableistung des Zivildienstes in Hessen.
Von 1997 bis 1998 war Adams Bildungsreferent der Heinrich-Böll-Stiftung Thüringen, 1998/99 kommunalpolitischer Referent von Bündnis 90/Die Grünen Thüringen, 2000/01 Mitarbeiter der Grünen-Landesgeschäftsstelle und von 2001 bis 2005 Mitarbeiter der Bundestagsabgeordneten Katrin Göring-Eckardt. 2005 erwarb er an der Universität Erfurt einen Bachelor-Abschluss in Staatswissenschaften. Von 2005 bis 2009 arbeitete er als Projektleiter bei der Naturstiftung David sowie von 2008 bis 2009 in Elternzeitvertretung als wissenschaftlicher Mitarbeiter im Büro der Bundestagsabgeordneten Katrin Göring-Eckardt.
Im April 2024 begann Adams eine Tätigkeit als Projektleiter in der Thüringer Solarwirtschaft.
Adams ist verheiratet und hat zwei Kinder. Er war Mitglied des Stiftungsbeirats der katholischen Schulstiftung im Bistum Erfurt.

## Politik
Von 2004 bis 2009 gehörte Adams dem Erfurter Stadtrat an und war von 2006 bis 2012 Grünen-Kreisvorsitzender in Erfurt.
Bei der Landtagswahl in Thüringen 2009 gelang den Grünen nach 15 Jahren erstmals wieder der Einzug ins Landesparlament. Adams wurde auf Platz 2 der Landesliste in den Landtag gewählt. In der Fraktion war Adams der fachpolitische Sprecher für die Themen Wirtschaft, Arbeit, Tourismus und Energie sowie Inneres und Kommunales. Adams war Mitglied des Ausschusses für Wirtschaft, Arbeit und Technologie sowie des Innenausschusses. Weiterhin war Adams in der 5. Legislaturperiode Mitglied im Untersuchungsausschuss 5/1 (Rechtsterrorismus und Behördenhandeln), stellvertretender Vorsitzender des Untersuchungsausschusses 5/2 (Aufklärung über die V-Mann-Tätigkeit des früheren NPD-Funktionärs Kai-Uwe Trinkaus für das Thüringer Landesamt für den Verfassungsschutz) sowie Mitglied der parlamentarischen Kontrollkommission.
Bei der Wahl der Kandidatenliste zur Landtagswahl in Thüringen 2014 wurde Adams von der Landesdelegiertenkonferenz am 29. November 2013 in Erfurt auf Platz 2 gewählt. Als Direktkandidat zur Landtagswahl in Thüringen 2014 trat Adams im Wahlkreis 26 (Erfurt III) erfolglos an und erlangte über die Landesliste ein Mandat für den 6. Thüringer Landtag. Nach der Ernennung von Anja Siegesmund zur Umweltministerin im Kabinett Ramelow I wurde er am 10. Dezember 2014 zum Vorsitzenden der Landtagsfraktion von Bündnis 90/Die Grünen gewählt.
Bei der Landratswahl im Landkreis Nordhausen am 26. April 2015 erreichte Adams 3,9 Prozent.
Bei der Landtagswahl in Thüringen 2019 trat Adams erneut an der Seite von Anja Siegesmund als Spitzenkandidat an. Die Grünen mussten leichte Einbußen an Stimmen hinnehmen und sind aufgrund des Einzuges der FDP nunmehr nur noch mit fünf Parlamentariern im Landtag vertreten. Adams zog erneut über die Landesliste ein und wurde am 8. November 2019 von seiner Fraktion einstimmig zum Fraktionsvorsitzenden wiedergewählt. Am 17. März 2020 legte er sein Landtagsmandat nieder. Für ihn rückte Babett Pfefferlein in den Landtag nach. Seine Nachfolgerin im Fraktionsvorsitz wurde Astrid Rothe-Beinlich.

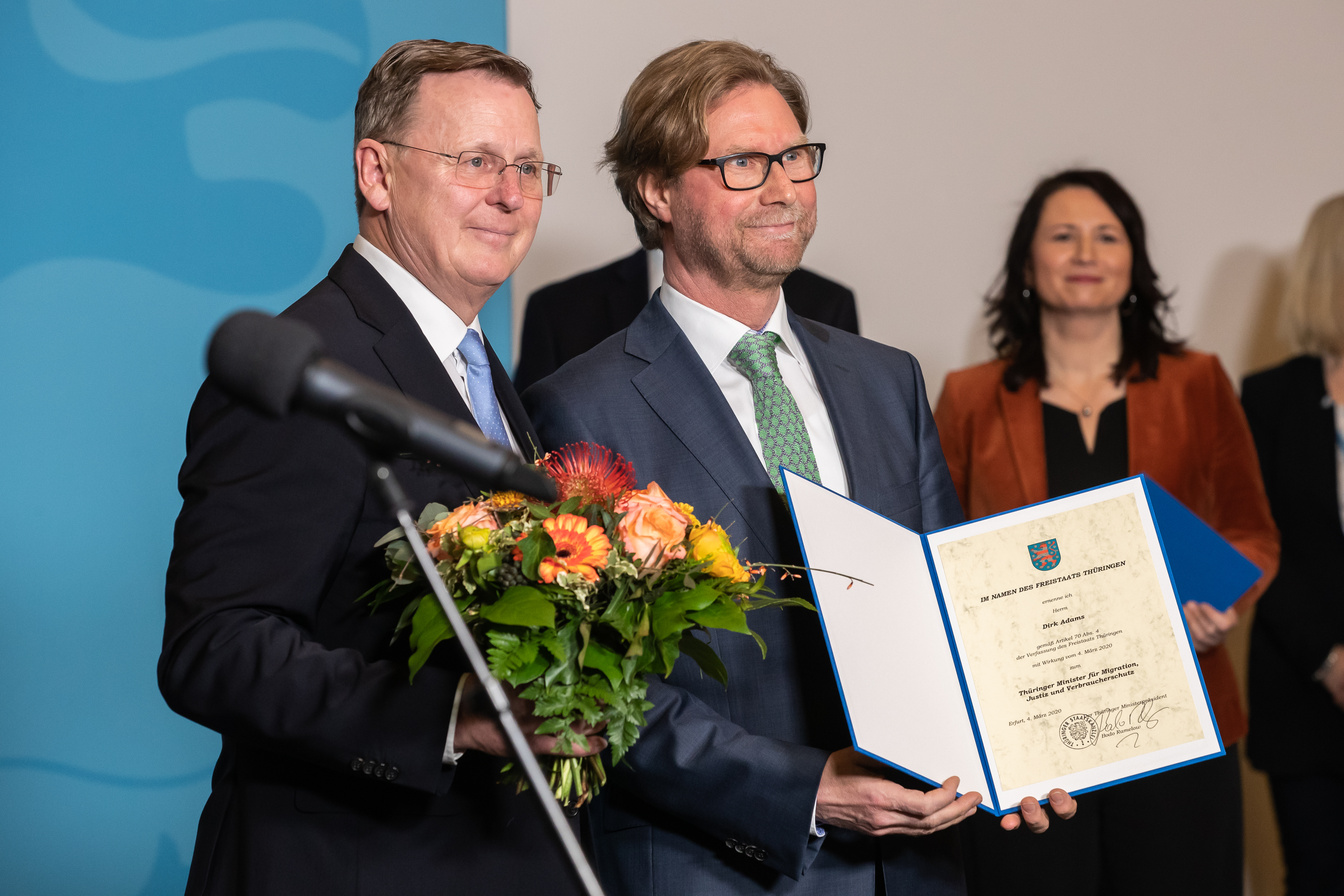
Bodo Ramelow (l.) ernennt Dirk Adams (r.) zum Minister für Migration, Justiz und Verbraucherschutz des Freistaates Thüringen am 4. März 2020.

Am 4. März 2020 wurde Dirk Adams im Kabinett Ramelow II zum Minister des Thüringer Ministeriums für Migration, Justiz und Verbraucherschutz ernannt. Am 9. Januar 2023 wurde er von Ministerpräsident Ramelow gegen seinen Willen entlassen. Die Parteispitze der Grünen wollte den Rückzug von Umweltministerin Siegesmund für eine personelle Neuaufstellung nutzen. Außerdem wurde Adams vorgeworfen, zu blass und zögerlich agiert zu haben. Ihm folgte Doreen Denstädt nach.